# Bobbio Pellice
Bobbio Pellice – miejscowość i gmina we Włoszech, w regionie Piemont, w prowincji Turyn.
Według danych na rok 2004 gminę zamieszkiwało 598 osób, 6,4 os./km².